# Hoplismenus perarduus
Hoplismenus perarduus là một loài tò vò trong họ Ichneumonidae.